# Labudnjača
Labudnjača (srp. Лабудњача) je malo pogranično naselje u Bačkoj, nedaleko od Vajske u autonomnoj pokrajini Vojvodini,  Srbija. 

## Zemljopisni položaj
Nalazi se na 45°27' sjeverne zemljopisne širine i 19° 2' istočne zemljopisne dužine. Zapadno i južno od nje se nalazi Dunav i Republika Hrvatska, odnosno naselje Dalj (prema sjeverozapadu) i Borovo Selo (prema jugozapadu), a s bačke strane Dunava, nešto južnije se nalazi malo naselje Živa. Istočno od Labudnjače je Vajska.

## Upravna organizacija
Upravno pripada naselju Vajska, kao i susjedno naselje Živa, iako je udaljena od oboje nekoliko kilometara. 

Dio je općine Bač, Južnobački okrug.

## Šport
Nogometni klub Labudnjača.

## Vanjske poveznice
- (srp.) Dnevnik  Arhivirana inačica izvorne stranice od 21. prosinca 2007. (Wayback Machine) Izgradnja naponske mreže za naselja Labudnjača, Berava i Živa
- Labudnjača  Arhivirana inačica izvorne stranice od 19. svibnja 2007. (Wayback Machine)
- Labudnjača na geonames.org